# 大宮市
大宮市（日语：／ Ōmiya shi */?）是1940年到2001年期間日本埼玉縣南部的一個市。旧北足立郡。
2001年5月1日，與浦和市、與野市合併，埼玉市成立。2003年4月1日，因埼玉市成為政令指定都市，旧市域也被分為大宮區、西区、北区、見沼區4区。